# الوصفات الإلكترونية
الوصفة الإلكترونية (الوصفات الطبية الإلكترونية أو أي-آر إكس) هي توليد إلكتروني قائم على الحاسوب للوصفة الطبية، ونقلها، وتعبئتها، وتحل محل الوصفات الطبية الورقية والفاكس. يسمح وصف الأدوية الإلكتروني للطبيب، أو مساعد الطبيب، أو الصيدلي، أو الممرض الممارس، باستخدام برامج الوصفات الطبية الرقمية لإرسال وصفة طبية جديدة أو ترخيص تجديد إلكترونيًا إلى المجتمع أو الصيدلية التي تطلب بالبريد. تُحدد القدرة على إرسال وصفات خالية من الأخطاء، ودقيقة، ومفهومة إلكترونيًا من مقدم الرعاية الصحية إلى الصيدلية. تهدف الوصفات الإلكترونية إلى تقليل المخاطر المرتبطة بكتابة نصوص الوصفات الطبية التقليدية. إنها أيضًا أحد الأسباب الرئيسية للضغط من أجل السجلات الطبية الإلكترونية. من طريق مشاركة معلومات الوصفات الطبية، تسعى الوصفات الطبية الإلكترونية إلى ربط فريق المريض من مقدمي الرعاية الصحية لتسهيل اتخاذ القرارات الواعية.

## المهام
يجب أن يكون نظام الوصفات الإلكترونية «المؤهل» قادرًا على أداء جميع الوظائف التالية:
- تحديد هوية المريض.
- إنشاء قائمة كاملة بالأدوية النشطة، وربما تتضمن البيانات الإلكترونية الواردة من شركة التأمين.
- الوصول إلى البيانات التاريخية للمريض.
- صِف أو أضف دواءً جديدًا واختر الصيدلية التي ستُملأ فيها الوصفة الطبية.
- العمل مع دواء موجود ضمن الممارسة، ويمكن أن يشمل ذلك عرض تفاصيل الدواء، أو إزالة دواء من قائمة الأدوية النشطة، أو تغيير الجرعة، وغير ذلك، بالنسبة للدواء أو تجديد دواء واحد أو أكثر.
- طباعة الوصفات.
- إحالة الوصفات الطبية إلكترونيًا إلى مركز معاملات.
- إجراء جميع فحوصات السلامة باستخدام نظام دعم القرار المتكامل، والمعروف باسم مراجعة استخدام الأدوية. تشمل فحوصات السلامة: المطالبات الآلية التي تقدم معلومات عن الدواء الموصوف، والجرعة غير المناسبة المحتملة أو طريقة الإعطاء، والتفاعلات بين الأدوية والعقاقير، ومخاوف الحساسية، أو تحذيرات الحذر.
- الإبلاغ عن توافر بدائل أقل تكلفة، وبدائل علاجية مناسبة (إن وجدت).
- تقديم معلومات عن الوصفات أو الأدوية المتدرجة، وأهلية المريض، ومتطلبات الترخيص الواردة إلكترونيًا من مزود التأمين الخاص بالمريض.
- قدرات تكامل النظام (مثلًا، الاتصال بقواعد البيانات المختلفة، والاتصال بالصيدلية وأنظمة إدارة فوائد الصيدلة).
- القدرات التعليمية (مثلًا، تثقيف المريض، وتعليقات مقدم الخدمة).

## النموذج
المكونات الأساسية لنظام الوصفات الإلكترونية هي:
1. الواصف - عادة طبيب.
2. مركز المعاملات.
3. صيدلية لديها برامج وصفات إلكترونية مطبقة.
4. مدير فوائد الصيدلية (پي بي إم).

يعمل كل من پي بي إم ومركز المعاملات بإحكام معًا. يعمل پي بي إم بوصفه عاملًا وسيطًا لضمان دقة المعلومات، رغم أن النماذج الأخرى قد لا تتضمن ذلك لتبسيط عملية الاتصال. إضافة إلى الصيدليات، يمكن أيضًا وصف الاختبارات الطبية.

### الواصف
يُعرف الواصف، عادةً طبيب أو موظف رعاية صحية، بأنه مستخدم نظام الوصفات الإلكترونية، ويسجل الدخول إلى النظام من طريق عملية التحقق للمصادقة على هويته.
يقوم الواصف بالبحث من طريق قاعدة بيانات سجلات المرضى باستخدام المعلومات الخاصة بالمريض، مثل الاسم الأول والأخير، وتاريخ الميلاد، والعنوان الحالي، وغير ذلك. فور الوصول إلى ملف المريض الصحيح، يقوم الواصف بمراجعة المعلومات الطبية الحالية وتحميل أو تحديث معلومات الوصفة الجديدة إلى الملف الطبي.

### مركز المعاملات
يوفر مركز المعاملات الرابط المشترك بين جميع الجهات الفاعلة (الواصف، ومدير فوائد الصيدلية، والصيدلة). يخزن ويحافظ على فهرست رئيسي للمرضى للوصول السريع إلى معلوماتهم الطبية، إضافة إلى قائمة الصيدليات.
عندما يقوم الواصف بتحميل معلومات الوصفة الطبية الجديدة إلى ملف المريض، تُرسل إلى مركز المعاملات. سيتحقق مركز المعاملات قُبالة فهرس المريض. سيؤدي هذا تلقائيًا إلى إرسال معلومات حول هذه المعاملة إلى پي بي إم، الذي سيرد على المركز بمعلومات حول أهلية المريض، وكتيب الوصفات، وسجل الدواء مرة أخرى إلى مركز المعاملات. ثم يُرسل مركز المعاملات هذه المعلومات إلى الواصف لتحسين إدارة المريض ورعايته من طريق استكمال الوصفة الطبية والتصريح بها. بناءً على ذلك، تُرسل معلومات الوصفة الطبية إلى الصيدلية التي يذهب إليها المريض في المقام الأول.

### الصيدلية
عندما تتلقى صيدلية معلومات الوصفة من مركز المعاملات، سترسل رسالة تأكيد. للصيدلية أيضًا القدرة على إبلاغ الواصف بأن أمر الوصفة الطبية قد نُفذ من طريق النظام. سيسمح تطوير النظام الإضافي قريبًا برسائل مختلفة مثل عدم تناول المريض أدويته أو تأخره في الحصول على الدواء لتحسين إدارة المريض.

### التصوير
عندما يتلقى مركز التصوير الوصفة الطبية، سيقوم مركز التصوير بالاتصال بالمريض وتحديد موعد فحص المريض. تُمثل ميزة وصف الأشعة الإلكترونية بأنه أحيانًا عندما يستلم المريض نصًا ورقيًا، يفقد المريض الوصفة أو ينتظر الاتصال وجدول المواعيد. يمكن أن يكون هذا كارثيًا للمرضى الذين يعانون من حالات كامنة شديدة. سيقوم مركز التصوير بالاتصال وتحديد موعد للمريض فور وصول الإحالة. هنالك بوابات إلكترونية للوصفات الطبية للجوال، إضافة إلى بوابات ويب تتعامل مع هذا الأمر جيدًا، وهناك مزايا.

## الفوائد
مقارنة بالوصفات الورقية، يمكن للوصفات الإلكترونية أن تحسن الصحة وتقلل التكاليف لأنها يمكن أن:
- تقلل من أخطاء الوصف والصرف.
- تقلل العمل المطلوب لتنفيذ الوصفة الطبية.
- تُسرع استلام الأدوية الموصوفة.
- تجنب الكثير من التفاعلات الدوائية وردود الفعل السلبية.
- تُقدم أكثر دقةً لاستبدال بدائل الأدوية الأقل تكلفة من طريق التحقق من كتيب الوصفات الخاص بمزود التأمين في مكتب الطبيب.
- تحسين الامتثال للأدوية (تناول الأدوية الموصوفة في الوقت المحدد) بتقليل الوصفات الطبية المفقودة وغير المعبأة وتقليل تكاليف المريض.
- الحد من حدوث تسريب العقاقير (تعاطي المخدرات) بتنبيه مقدمي الخدمات والصيادلة إلى الوصفات المكررة للمواد الخاضعة للرقابة.[6]

إن تحسينات السلامة مرغوبة جدًا، وفي عام 2000، حدد معهد الطب الأخطاء الدوائية بأنها أكثر أنواع الأخطاء الطبية شيوعًا في الرعاية الصحية، ويقدر أن هذا يؤدي إلى عدة آلاف من الوفيات كل عام.